# رد هیل، کوئینزلند
رد هیل (به انگلیسی: Red Hill) یک حومه شهر در استرالیا است که در کوئینزلند واقع شده‌است.